# Nielles-lès-Bléquin
Nielles-lès-Bléquin è un comune francese di 907 abitanti situato nel dipartimento del Passo di Calais nella regione dell'Alta Francia.

## Società

### Evoluzione demografica
Abitanti censiti